# Ladungsdichtewelle
Eine Ladungsdichtewelle (englisch charge density wave, CDW) ist ein Grundzustand in bestimmten quasi-eindimensionalen Leitern, der sich durch kollektive Leitungseigenschaften auszeichnet. Sie wurde seit den 1930er Jahren theoretisch diskutiert (Rudolf Peierls 1930 im eindimensionalen Fall) und in den 1970er Jahren experimentell nachgewiesen.

## Beschreibung
Bei der CDW ist sowohl die Dichte der Leitungselektronen als auch die Lage der Gitteratome periodisch moduliert mit einer Wellenlänge
{\displaystyle \lambda _{c}={\frac {\pi }{k_{F}}}}
mit dem Fermi-Wellenvektor {\displaystyle k_{F}}, entsprechend einem Wellenvektor {\displaystyle 2\cdot k_{F}}.
Die Moden von Atomgitter und Elektronen sind gekoppelt. Die Amplitude der Auslenkungen ist relativ klein (weniger als ein Prozent des Abstands zwischen den Gitteratomen und ebenso nur wenige Prozent bezüglich der Dichte der Leitungselektronen).
In der CDW bildet sich, wie Peierls zeigte, eine Bandlücke bei {\displaystyle |k|=k_{F}}, die Peierls-Lücke, durch die die Energie der Leitungselektronen nahe der Fermi-Fläche gesenkt wird. Dies kompensiert bei eindimensionalen Systemen die erforderliche Energie für die zugehörige Gitterschwingung bei tiefen Temperaturen. Die CDW-Mode ist deshalb in diesen Systemen der bevorzugte Grundzustand, falls die Temperatur niedrig genug ist (bei höherer Temperatur ist der metallische Zustand aufgrund von thermischen Anregungen stabil). Mit sinkender Temperatur findet ein Peierls-Übergang vom metallischen zum CDW-Zustand statt, ein Phasenübergang zweiter Ordnung.
CDW zeigen bei Anlegen eines elektrischen Feldes kollektiven Ladungstransport, das hängt aber vom zugrundeliegenden Gitter ab. Meist sind die Wellenvektoren der CDW inkommensurabel mit den Gitterperioden, und die CDW wird in Störstellen „festgenagelt“. Erst ab einer bestimmten angelegten elektrischen Feldstärke {\displaystyle E_{T}} tritt kollektive Leitung auf (die CDW „gleitet“ dann über die Störstellen). Das Leitungsverhalten ist stark nichtlinear. CDW-Materialien sind durch sehr große Werte der dielektrischen Konstante gekennzeichnet. Im metallischen Zustand sind sie stark anisotrop. Sie zeigen ein reichhaltiges dynamisches Verhalten (wie Hysterese- und Gedächtniseffekte, kohärente Wechselstromanteile im CDW-Strom, Mode Locking des CDW-Stroms bei angelegtem Wechselstrom mit Shapiro-Stufen in der Strom-Spannungs-Charakteristik). Diese dynamischen Effekte sind vor allem bedingt durch die Wechselwirkung mit den Störstellen, welche die CDW festhalten.
CDW wurden erstmals 1977 durch Nai-Phuan Ong und Pierre Monceau aufgrund ihrer ungewöhnlichen Leitungseigenschaften in Niobtriselenid (NbSe3) entdeckt und seitdem in einer Reihe weiterer anorganischer und organischer Materialien beobachtet, die sich meist durch eindimensionale (kettenartige) Strukturen auf atomarer Ebene auszeichnen. Der Übergang findet bei NbSe3 bei 145 K statt, kann aber auch oberhalb der Raumtemperatur stattfinden, z. B. bei Niobtrisulfid (NbS3) bei 340 K. Meist ist sie im Bereich 50 bis 200 K.
CDW sind mit Spindichtewellen verwandt, die man auffassen kann als zusammengesetzt aus zwei CDW, jeweils für entgegengesetzten Spin.
CDW dienen Theoretikern als exemplarisches Studienobjekt der Wechselwirkung einer kollektiven Anregung mit zufällig verteilten Störstellen. Ein häufig benutztes Modell ist das FLR-Modell für CDW, benannt nach Hidetoshi Fukuyama, Patrick A. Lee und T. Maurice Rice. Deren mikroskopische Theorie sagt die Existenz zweier Gruppen (Familien) von Anregungen voraus, Amplitudenmoden und Phasenmoden, die durch die Kopplung der Leitungselektronen an Phononen entstehen. In der ursprünglichen Modellbildung war davon ausgegangen worden, dass die Kopplung nur mit einer Phononmode erfolgen würde, woraus dann eine Amplitudon- und eine Phason-Anregung hervorgehen sollte. Die Namensgebung rührt daher, dass sich bei ersterer zwar die Amplitude, aber nicht die Phase periodisch ändert, bei letzterer dagegen die Phase und nicht die Amplitude. Amplitude und Phase sind also entkoppelt. Heute weiß man, dass die Elektron-Phonon-Kopplung viele Phononen einschließt, weshalb man nicht mehr vom Amplitudon und Phason spricht, sondern von Amplituden- und Phasenmoden. Die Amplitudenmoden sind ramanaktiv, die Phasenmoden infrarotaktiv. Amplituden- und Phasenmoden der CDW werden erfolgreich im Rahmen der phänomenologischen Ginzburg-Landau-Theorie beschrieben, transiente Phänomene mit der TDGL (Zeitbereichs-Ginzburg-Landau-Theorie, engl.: TDGL für Time-Domain Ginzburg-Landau Theory). Die Rolle von Störstellen äußert sich vor allem bei den Phasenmoden.